# BBK/Björns
BBK/Björns var en ishockeyklubb från Boden bildad genom en sammanslagning av ishockeyns A-lag från Bodens BK och Svartbjörnsbyns IF. Sammanslagningen upphörde efter säsongen 1979/1980 då laget missade playoff för första gången sedan serieomläggningen 1975.